# Лейтенант Овцын (гидрографическое судно)
Лейтенант Овцын — пароход, портовое и гидрографическое судно Русского императорского флота, советского флота и военного флота белого движения.

## История
Заказано на средства Комитета Сибирской железной дороги для доставки из Англии на Енисей водным путём строительных материалов и рельсов для строившейся Транссибирской железнодорожной магистрали. Построено британской фирмой William Denny and Brothers на стапеле в Дамбартоне (стапельный №485). Спущено на воду 03 июня 1893 года, введено в эксплуатацию 06 июля 1893 года. В 1893 году судно привел через Карское море в устье Енисея английский мореплаватель Джозеф Уиггинс.
В 1894-1896 годах участвовало в специальной Гидрографической экспедиции для исследования устьев рек Оби и Енисея и части Карского моря под командованием подполковника Корпуса флотских штурманов А. И. Вилькицкого. В формируемую с 1897 года Гидрографическую экспедицию Северного Ледовитого океана (ГЭСЛО) судно «Лейтенант Овцын» уже не включили, так как оно не было приспособлено для работ в открытом море. Первоначально числилось пароходом, но в 1907 году было переквалифицировано в портовое судно. 
Участвовало в Первой мировой войне и до 1916 года было причислено к Балтийскому флоту. В феврале 1918 года перешло к большевикам, но уже в августе того же года было захвачено белогвардейцами в Архангельске. В марте 1920 года также в Архангельске части РККА захватили судно и уже в апреле его включили в состав Гидрографической экспедиции Белого моря. 29 июня 1922 года судно «Лейтенант Овцын» было переведено в отряд гидрографических судов Убекосевера, а 5 июня 1924 г. сдано в ОФИ для разборки на металл.